# Sevanagala Division
Sevanagala Division är en division i Sri Lanka.   Den ligger i distriktet Moneragala District och provinsen Uvaprovinsen, i den södra delen av landet, 130 km sydost om huvudstaden Colombo. Antalet invånare är 41 639.